# Möndro
Möndro of Mondong, persoonsnaam Khenrab Kunzang (ca. 1897 - 1939/1954), was een Tibetaans politicus. Hij was een monnikfunctionaris.

## Familie
Hij was een neef van Tsetrung Trinley Namgyal, een dro-nyer in het Potala. Mondong was de naam van de familieresidentie in Lhasa.

## Studie
Möndro was een van de Tibetaanse jongens die in 1913 naar het Verenigd Koninkrijk ging voor studie; de anderen waren Ringang, Kyibu II en Gongkar. De reis stond onder leiding van Lungshar. Ze kwamen aan op 24 april van dat jaar en werden samen toegelaten tot de Militaire Academie en Rugby School in het graafschap Warwickshire. In juni kwamen ze op audiëntie bij het koninklijk echtpaar.
Möndro volgde daarna een opleiding in mijnbouwtechniek en keerde in de zomer van 1917 terug naar Tibet. Na een zoektocht naar goud en andere mineralen in Tibet, vertrok hij in december 1919 voor een vervolgstudie in de mijnbouw naar de Kolar Gold Fields in Mysore in het zuiden van Brits-Indië.

## Loopbaan
In 1922 vervolgde hij zijn zoektocht naar goud in Tibet samen met de Brit Sir Henry Hayden.
In 1923 werd hij benoemd tot hoofd van de politie in Lhasa en werd hem de rang van Khenchhung verleend. Hierna werd hij echter gedegradeerd tot functionaris 6e rang en uitgezonden naar Ngari om daar te dienen als Dzongpön van Rudok.
In 1930 werd hij teruggehaald naar Lhasa en benoemd tot officier voor heilige artikelen, versieringen en offers in het Norbulingka en Potala en benoemd tot Mipön (magistraat) van Shö.